# هرم ليبسيوس الأول

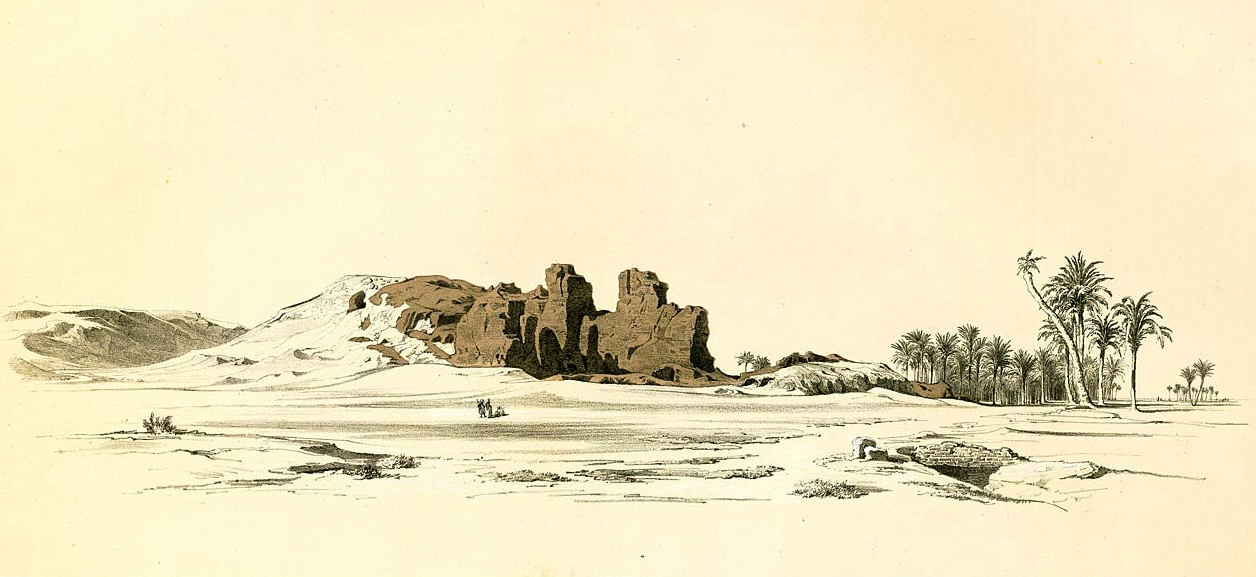
منظر لهرم لبسيوس الأول من الجنوب الشرقي

هرم ليبسيوس الأول هو أنقاض أثر كبير من الطوب اللبن في أبو رواش بالقرب من القاهرة. لم يُنسب حتى الآن لأي فرعون. مكانه للشرق من هرم دجيدف رع. قام كارل ريتشارد ليبسيوس بتسميته، ووضعه في المرتبة الأولى في قائمته لأهرامات مصر. لا يزال شكل الأثر محل نقاش حيث يرى بعض علماء المصريات أنه مصطبة.
فحص جون س. بيرينج "John S. Perring" الأثر لأول مرة في عام 1837. وكان يعتقد أنه هرم قديم جداً ونسبه للفرعون جر.